# Новосибирский музыкальный колледж имени А. Ф. Мурова
Новосибирский музыкальный колледж имени А. Ф. Мурова (НМК) (ранее - Новосибирское музыкальное училище) — государственное бюджетное автономное образовательное учреждение среднего профессионального образования города Новосибирска и Новосибирской области. Одно из старейших в Сибири музыкальных учебных заведений — образовано в 1945 году, в Новосибирский музыкальный колледж преобразовано в 1993. С 2006 года колледж носит имя выдающегося сибирского композитора Аскольда Федоровича Мурова.
Учебное заведение расположено в г. Новосибирске по адресу ул. Ядринцевская, дом 46 (до 1975 года располагалось по ул. Енисейская, д. 74)

## История
Новосибирское музыкальное училище было основано в 1945 году.
В 1978 году при учебном заведении было образовано первое на территории Сибири эстрадно-джазовое отделение. 

## Специальности
Колледж осуществляет прием по следующим специальностям:
- 073101 Инструментальное исполнительство
- 073401 Вокальное искусство
- 073502 Хоровое дирижирование
- 073403 Сольное и хоровое народное пение
- 073002 Теория музыки
- 070214 Музыкальное искусство эстрады

Проводится обучение по девяти специализациям: (фортепиано, отделение оркестровых струнных инструментов, духовых и ударных инструментов, отделение инструментов народного оркестра, пение, хоровое дирижирование (академическое и народное), теория музыки, музыкальное искусство эстрады (инструментальное и вокальное).
В НМК обучается около 400 студентов, педагогический состав включает 120 штатных преподавателей, среди них: заслуженные работники культуры РФ, заслуженный учитель РФ, заслуженный артист России, заслуженный артист Бурятии и другие, руководители известных музыкальных коллективов города, заслуженные деятели искусств России — руководители музыкальных коллективов (ансамбль «Рождество», академический хор НГТУ им. Ю. Брагинского, хор НГУ, вокальная студия театра «Глобус», оркестр народных инструментов Дома Ученых Академгородка и др.).

## Коллективы
В музыкальном колледже работают известные в городе и регионе студенческие коллективы:
| - Академический хор - Фольклорный ансамбль - Камерный оркестр - Духовой оркестр - Оркестр русских народных инструментов - Струнный ансамбль - Театр-студия |

Раскрытию возможностей студентов способствует активная концертная деятельность. Коллективы колледжа выступают в музыкальных и общеобразовательных учебных заведениях, детских домах, библиотеках, Домах культуры. В 1999 г. по инициативе Методического кабинета при НМК создана детско-юношеская филармония "Молодые - молодым", в её концертах участвуют все поколения молодых исполнителей от самых юных до выпускников музыкального колледжа.

## Известные студенты и выпускники
- Муров, Аскольд Фёдорович (1928-1996) - композитор, педагог, Заслуженный деятель искусств РСФСР (1983), лауреат Государственной премии (1990), профессор (1983).
- Иванов, Георгий Николаевич (1927-2010, Новосибирск) - советский композитор, заслуженный деятель искусств РСФСР (1976). Автор 10 симфоний.
- Гоберник, Григорий Яковлевич (р. 12.8.1944) - композитор, заслуженный деятель искусств_РСФСР (1989), Народный артист России (2008).
- Гуляев, Иван Матвеевич (р. 15.6.1911) - дирижер, заслуженный деятель искусств РСФСР, главный дирижер Академического оркестра русских народных инструментов Новосибирского областного радиокомитета (ныне - оркестр ГТРК «Новосибирск»)
- Гусев, Владимир Поликарпович (р. 27.5.1940) - профессор Новосибирской государственной консерватории им. М.И. Глинки, руководитель Академического оркестра русских народных инструментов, кавалер Ордена «За вклад в просвещение», Народный артист России? действительный член Петровской Академии наук и искусств.
- Заволокин, Геннадий Дмитриевич (р. 18.3.1948) - композитор, баянист и гармонист, поэт. Народный артист России (1995).
- Бурханов, Аркадий Геннадьевич (р. 16.8.1958), – музыкант-мультиинструменталист, один из крупнейших специалистов в области старинной музыки. Художественный руководитель и солист Ансамбля ранней музыки Insula Magica Новосибирской государственной филармонии, доцент кафедры народных инструментов Новосибирской государственной консерватории им. М.И. Глинки. С 1994 года - вице-президент Новосибирского Центра «Классическая гитара». Лауреат Всероссийского конкурса, Заслуженный артист России.
- Шаромов, Павел Вениаминович (р. 17.5.1959, Новосибирск) - хормейстер, лауреат Международного конкурса (Германия, 1992), преподаватель кафедры хорового дирижирования Новосибирской государственной консерватории, художественный руководитель ансамблей Новосибирской государственной филармонии - «Маркелловы голоса» (2000-2005), Вокального ансамбля Павла Шаромова, заслуженный_артист России.
- Бажанов, Николай Сергеевич (р. 24.4.1951) - пианист, доктор искусствоведения (1996), профессор (1995), доцент, зав. кафедрой общего курса фортепиано Новосибирской государственной консерватории им. М.И. Глинки (с 1989), автор более 30 работ.
- Гуренко, Евгений Георгиевич (р. 3.9.1938, Барнаул) - пианист, педагог, доктор философских наук (1983), профессор (1987). Член Союза композиторов РФ (1983), действительный член Международной академии наук высшей школы (2000). Почетный профессор Высшей школы музыки Гейдельберга-Мангейма (Германия). Председатель Новосибирского отделения Российского фонда культуры, член Президиума учебно-методического объединения по музыкальному образованию Министерства культуры РФ. Заслуженный деятель искусств РСФСР (1999). Кавалер Ордена Почета.
- Кузина, Марина Александровна (р. 19.6.1960) - скрипачка, заслуженный деятель искусств России (2006), лауреат IV Всероссийского конкурса скрипачей (Казань, 1981), профессор кафедры струнных инструментов Новосибирской государственной консерватории, зав. отделением оркестровых струнных инструментов НМК им. А.Ф. Мурова. Худ. руководитель ансамбля «Блестящие смычки».
- Малов, Олег Юрьевич (р. 23.6.1947) - заслуженный артист России, кандидат искусствоведения, профессор кафедры музыкально-инструментальной подготовки РГПУ им. А.И. Герцена, профессор кафедры специального фортепиано СПбГК(А) им. Н.А. Римского-Корсакова.
- Михайленко, Аркадий Георгиевич (р. 18.8.1947) - музыковед, профессор (1993), кандидат искусствоведения (1980), преподаватель (1974), доцент (1981), профессор (1993) кафедры теории музыки и композиции, проректор (1984-2001) Новосибирской государственной консерватории им. М.И. Глинки. Исследователь проблем полифонии, автор около 30 работ.
- Шиндин, Борис Александрович (1942-2019) - музыковед, доктор искусствоведения (2004), профессор (1992), член-корреспондент САН ВШ (2005), проректор, зав. кафедрой истории музыки НГК им. Глинки.
- Робустова, Людмила Павловна (р. 02.10.1946) - музыковед, кандидат искусствоведения (1987), доцент (1990), заведующая кафедрой музыкального образования и просвещения Новосибирской государственной консерватории им. М.И. Глинки. Научные интересы представлены по нескольким направлениями: музыка и слово, профессиональное музыкальное образование и воспитание, компьютеризация музыкального деятельности, музыкальная культура Сибири.
- Марченко, Александр Тихонович (р. 17.9.1951) - скрипач, заслуженный деятель искусств РФ (2003), заслуженный работник культуры РФ (1996). В 1972-1982 - инструктор Новосибирского ГК КПСС, в 1982-1989 - зам. начальника Управления культуры Новосибирского облисполкома. С 1989 - директор ССМШ при НГК (с 2003 - НСМШ). В 1998 г. признан "Человеком года" в области культуры и искусства за вклад в организацию обучения и воспитания одаренных детей.
- Гурина, Ольга Александровна - заслуженный деятель искусств России, профессор кафедры ЮНЕСКО, художественный руководитель фольклорного ансамбля «Рождество» Новосибирской государственной филармонии.
- Подъельский, Вячеслав Вячеславович (р. 31.3.1951) - хормейстер, дирижер, заслуженный деятель искусств РФ (1995), главный хормейстер Новосибирского государственного академического театра оперы и балета.
- Юдин, Игорь Викторович (р. 4.6.1954) - хормейстер, дирижер, заслуженный деятель искусств РФ (1994), народный артист РФ (2005), художественный руководитель и главный дирижер Камерного хора Новосибирской филармонии, заведующий кафедрой хорового дирижирования Новосибирской консерватории.
- Косицын, Михаил Викторович (р. 21.10.1948) - валторнист, заслуженный артист РСФСР (1982), преподаватель класса валторны в НГК имени М.И.Глинки.
- Сурначев, Владимир Леонидович (р. 29.8.1945) - исполнитель на ударных инструментах, заслуженный артист РФ (1993), профессор (2000) кафедры духовых и ударных инструментов НГК имени М.И. Глинки, с 1964 - солист-концертмейстер группы ударных инструментов симфонического оркестра Новосибирской филармонии.
- Корчагин, Валерий - скрипач, народный артист России.
- Шустин, Александр Ефимович (р. 16.1.1954) - скрипач, лауреат Международного конкурса исполнителей им. В. Гумла (Хорватия, 1981), заслуженный артист России. С 1992 г. - концертмейстер Академического симфонического оркестра Санкт-Петербургской филармонии, первый скрипач квартета им. Стравинского, доцент Санкт-Петербургской консерватории.
- Дезидериева-Буда, Надежда Александровна (1922—2010) - Почётный работник культуры Новосибирской области, солистка Новосибирского государственного академического театра оперы и балета (1944-1962 гг.).
- Горбенко, Татьяна Евгеньевна - Заслуженная артистка РФ, главный хормейстер Новосибирского театра музыкальной комедии.
- Титкова, Элеонора Ивановна (р. 9.3.1937) - оперный режиссёр, заслуженный деятель искусств РФ (1994), профессор (1995), член СТД, главный режиссёр Новосибирского театра музыкальной комедии, профессор, заведующая кафедрой музыкального театра Новосибирской государственной консерватории (академии) им. М.И. Глинки. В 2005 названа "Человеком года" в Новосибирске, в 2006 удостоена Ордена Почета.
- Богуславский, Михаил Шулимович (р. 7.5.1941) - пианист, лауреат Всероссийского, дипломант Международного конкурсов пианистов. Профессор Тель-Авивской и Иерусалимской консерваторий и европейских вузов.
- Яковлева, Ольга Витальевна (1970 - 2015 гг.) - японская эстрадная певица русского происхождения, окончившая училище в 1990 году.

Среди студентов и выпускников колледжа множество лауреатов и дипломантов различных исполнительских конкурсов - региональных, Всероссийских и Международных.